# Lucceius Albinus
Pour les articles homonymes, voir Albinus.
Lucceius Albinus est un procurateur romain de Judée de 62 à 64. Il succède à Porcius Festus.
Il est surtout connu pour avoir obtenu d'Agrippa II le renvoi du grand prêtre Hanan ben Hanan, qui venait de profiter du fait qu'il n'était pas encore arrivé à Jérusalem pour exécuter Jacques le Juste, alors que les autorités juives n'avaient pas le droit de procéder à des exécutions capitales.
Il est ensuite gouverneur de la Maurétanie Tingitane et de la Maurétanie Césarienne. En 69, lors des troubles de l'année des quatre empereurs, il est soupçonné de préparer un débarquement en Espagne, alors qu'il se fait appeler Juba et qu'il se pare des titres de la royauté. Il est intercepté par des forces vitelliennes et exécuté ainsi que sa femme.

## Éléments de biographie
Il est nommé procurateur de Judée par l'empereur Néron en 62 après la mort de son prédécesseur, Porcius Festus (Flavius Josèphe, Antiquités judaïques, XX, IX, 1 § 197-203, cité par Simon Claude Mimouni).

### Exécution de Jacques frère de Jésus
Albinus fait face à son premier défi alors qu'il est en route pour la Judée pour aller prendre son nouveau poste. Après la mort de Festus, le roi Agrippa II démet le grand prêtre juif et nomme Hanan ben Hanan (fils du grand prêtre Anân et beau-frère de Joseph Caïphe) pour le remplacer. Hanan profite tout de suite de la période d'anarchie qui règne à Jérusalem depuis la mort de Festus pour faire exécuter Jacques le Juste par lapidation. Cela intervient alors que depuis plusieurs années, « la Palestine s'enfonçait inexorablement dans le chaos et l'anarchie. »
L'exécution de « Jacques, frère de Jésus, appelé Christ » est mentionnée « par Flavius Josèphe, mais aussi par de nombreuses sources chrétiennes transmises par Eusèbe de Césarée ou indépendantes de lui, notamment les Ascensions de Jacques. » Pour Pierre-Antoine Bernheim, « Il est possible que Jacques, en tant qu'autorité suprême de l'Église, ait été tenu pour responsable des transgressions de la Loi dont Paul fut accusé. »
« Ananus, qui appartient au courant sadducéen, a sans doute pensé rendre service à Rome en supprimant Jacques, car il a dû estimer qu'il est alors sous influence des Zélotes — son initiative a été mal appréciée, et lui a valu d'être destitué de sa charge de grand prêtre » à la demande du nouveau procurateur romain sitôt entré en fonction. Agrippa a alors désigné Jésus, fils de Dammaeus comme nouveau grand prêtre. Pierre-Antoine Bernheim se pose la question: « Qui était donc Jacques », dans la société de Jérusalem ? En effet, si cette exécution provoque le renvoi du Grand-Prêtre aussi puissant qu'Ananus, appartenant à une famille qui compta huit Grands prêtres en 60 ans et qui venait à peine d'être nommé, cela ne signifie-t-il pas que Jacques était un personnage important, bénéficiant d'alliés puissants à Jérusalem ?

### Jésus, fils d'Ananias
La même année, au cours de la Fête des Tabernacles un homme appelé Jésus fils d'Ananias, profère une suite de malédictions contre Jérusalem. Il est arrêté et emmené à Albinus. Celui-ci ordonne qu'il soit flagellé jusqu'à ce que ses os apparaissent, mais lui, continue à chaque coup de maudire la ville. Albinus l'a interrogé, mais comme il ne cessait de répéter les mêmes mots, il l'a libéré. Il est mort « sept ans et sept mois » plus tard touché par une pierre lancée par un onagre lors du siège de Jérusalem.
Pierre-Antoine Bernheim, note un certain nombre de « similarités intéressantes » entre Jésus ben Ananias et Jésus de Nazareth. « Tous deux ont prophétisé la destruction du Temple ; tous deux ont été interrogés par des notables juifs avant d'être conduits devant le gouverneur. » Il estime que si Jésus ben Ananias n'a pas été mis à mort c'est peut-être parce qu'il paraissait plus fou que dangereux, notamment parce qu'il n'avait pas de disciples. L'histoire de Jésus ben Ananias, comme celle de Theudas ou celle de « l'Égyptien » qui avait rassemblé 40 000 personnes sur le mont des Oliviers, montrent « que les personnages divinement inspirés n'étaient pas rares à l'époque de Jésus, qu'ils suscitaient l'enthousiasme des foules et la crainte des autorités, et que leurs partisans attendaient d'eux des miracles libérateurs. »

### Ananias de Zébédée
Selon les Antiquités judaïques, dès son arrivée à Jérusalem, Albinus aurait déployé d'importants efforts pour pacifier le pays en éliminant les sicaires. Flavius Josèphe raconte aussi qu'Albinus est devenu l'ami d'Ananias de Zébédée qui avait été grand prêtre et avait « l'affection et l'estime de ses concitoyens. » Celui-ci, « savait donner de l'argent » et faisait quotidiennement sa cour auprès d'Albinus et du grand pontife, Jésus fils de Dammaeus, en leur faisant de nombreux cadeaux. Il avait aussi « des serviteurs très pervers qui s'adjoignaient les hommes les plus audacieux » pour « prendre de force la dîme des prêtres, non sans frapper ceux qui ne la leur cédaient pas. » Les autres familles sacerdotales faisaient la même chose « aussi les prêtres, jadis nourris par les dîmes, étaient-ils exposés alors à mourir de faim. »
On trouve un écho de cette situation dans le Talmud dans les propos du tanna Abba Saul ben Baṭnit, qui vivait dans la seconde moitié du Ier siècle à Jérusalem,.

« Malheur à la maison de Boéthos, avec ses massues ! malheur à la maison d’Anan, avec ses sifflements de vipères ! malheur à la maison de Kathras, avec ses fautes de plume ! malheur à la maison de Phiabi, avec ses coups de poing ! Ils sont grands prêtres ; leurs fils sont trésoriers, leurs gendres porte-clefs du temple, et leurs esclaves frappent le peuple à coups de bâton… »

— Mishna Pessahim 4, Talmud de Babylone (page 57a)
Quelques familles influentes possédaient la quasi-exclusivité de la fonction de grand prêtre: il s'agit des familles de Anân, de Boethus, Kathros, Phiabi et Kamith.

### Riposte des Sicaires
Les Sicaires ont répondu aux actions d'Albinus contre eux en agissant de nuit à l'occasion d'une des trois fêtes de pèlerinage. Ils ont capturé le secrétaire du prêtre Eléazar, fils d'Ananias qui était commandant du Temple,. Ils ont envoyé dire à Ananias de Zébédée « qu'ils relâcheraient le secrétaire et le lui rendraient, s'il décidait Albinus à relâcher dix des leurs qu'il avait emprisonnés. » Ananias a obtenu cette faveur de son ami. Toutefois, à partir de ce précédent les « brigands » se mettent à employer « tous les moyens pour s'emparer de certains des familiers d'Ananias et, ne cessant d'en capturer, ils ne les délivraient pas avant d'avoir reçu en échange quelques sicaires ». Devenus de nouveau très nombreux, ils reprennent courage et se mettent à ravager tout le pays.
Dans sa première œuvre, Flavius Josèphe décrivait l'action d'Albinus de façon plus directe et le présentait sous un jour beaucoup moins favorable:

« Albinus, suivit malheureusement une autre méthode (que Porcius Festus), et il n'y a pas un genre de scélératesse qu'il n'ait pratiqué. Non seulement au cours de son administration il vola et pilla les biens des particuliers, accabla de contributions extraordinaires toute la nation, mais il s'avisa de rendre à leurs parents, moyennant rançon, ceux qui avaient été mis en prison pour crime de brigandage par les Conseils locaux ou par les précédents procurateurs ; et nul n'était criminel que celui qui n'avait rien à donner. Alors aussi s'affermit à Jérusalem l'audace de ceux qui aspiraient à une révolution : les plus puissants, à prix d'argent, se concilièrent Albinus et s'assurèrent la liberté de la sédition ; dans le peuple, quiconque était dégoûté de la paix penchait vers les complices d'Albinus. Chaque malfaiteur, groupant autour de lui une troupe particulière, prenait sur cette cohorte l'autorité d'un chef de brigands ou d'un tyran, et employait ses satellites au pillage des gens ou des biens. On voyait les victimes de ces excès se taire au lieu de s'en indigner, et les citoyens encore indemnes, par peur des mêmes maux, flatter des misérables dignes du supplice. En résumé, plus de franc parler nulle part, partout des tyranneaux, et déjà les germes de la catastrophe future répandus dans la cité. »

Quand Albinus a appris qu'il devait être remplacé par Gessius Florus, il a vidé les prisons en exécutant des prisonniers accusés d'infractions les plus graves. « Quant à ceux qui avaient été jetés en prison pour une faute légère et commune, il les remit en liberté pour de l'argent. Mais si la prison fut ainsi vidée de captifs, le pays se trouva de nouveau plein de brigands. » « Tel était Albinus, et cependant son successeur, Gessius Florus, le fit paraître, par comparaison, fort homme de bien : le premier avait accompli la plupart de ses méfaits en secret, avec dissimulation ; Gessius, au contraire, se glorifia. »

### Gouverneur de Maurétanie
Après son séjour en Judée, Albinus a été choisi par Néron pour être procurateur de la Maurétanie Césarienne. En 68, lors de l'année des quatre empereurs, l'administration de la province de Maurétanie Tingitane a été ajoutée à ses fonctions par l'empereur Galba. Tacite précise que « la Tingitane, disposait de forces respectables. Dix-neuf cohortes et cinq ailes de cavalerie étaient sous ses ordres, avec un grand nombre de Maures, gens que les courses et le brigandage rendent très propres à la guerre. » Après le meurtre de Galba (janvier 69), Albinus a soutenu Othon dans l'année de l'anarchie politique (69), qui a suivi la mort de Néron. Albinus menaçait alors l'Espagne via le détroit de Gibraltar. Albinus a aussi abandonné le titre de procurateur pour se parer du nom de Juba, en référence à l'ancien roi de Mauritanie Juba II et il « se parait des marques de la royauté ». Cluvius Rufus s'en alarme et « donne ordre à la dixième légion de s'approcher du détroit comme pour le passer ». Des centurions « sont envoyés en avant pour gagner à Vitellius les esprits des Maures. Ils y réussirent sans peine, tant la réputation de l'armée de Germanie était grande en ces provinces. »
« Les dispositions de l'Afrique ainsi changées, Asinius Pollion, préfet de cavalerie, l'un des amis les plus dévoués d'Albinus, ainsi que Festus et Scipio, préfets de cohortes, sont assassinés. Albinus est accusé de prétendre au pouvoir impérial. Alors qu'il se rend dans la Maurétanie Césarienne depuis la province Tingitane , il est tué au débarquement (69). Sa femme, qui s'offrit volontairement aux meurtriers, fut égorgée avec lui. »

## Dans lesActes de Pierre

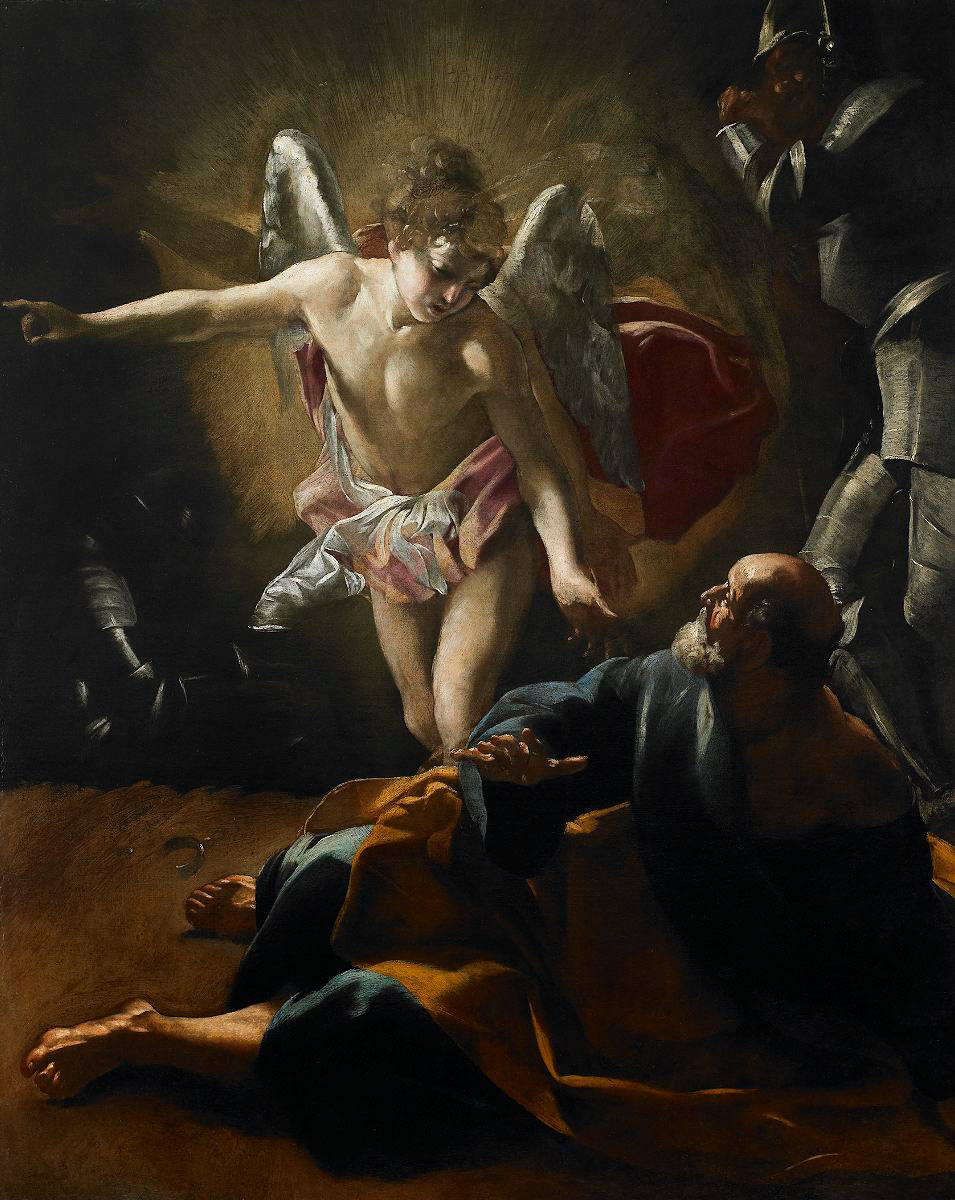
La Libération de saint Pierre de sa prison par un ange, peint par Giovanni Lanfranco (vers 1620-1621), Birmingham Museum of Art.

Dans les Actes des Apôtres, l'apôtre Pierre est arrêté sur l'ordre d'un dirigeant désigné sous le nom dynastique « Hérode », sans plus de précisions, avant la relation de la mort du roi de Judée Agrippa Ier (44).
Toutefois, dans un texte chrétien appelé les Actes de Pierre apparaissent deux personnages appelés Agrippa et Albinus qui conjuguent leurs efforts pour arrêter l'apôtre Pierre et le jeter en prison. Agrippa est préfet et Albinus est qualifié « d'ami de César ». César ici, semble être Néron puisque l'ensemble du récit est situé sous cet empereur. Toutefois, la très belle femme d'Albinus qui est chrétienne organise l'évasion de l'apôtre Pierre. Celui-ci sera à nouveau arrêté un peu plus tard et finira crucifié la tête en bas. Bien que le texte prenne la précaution de préciser avant les mentions d'Agrippa et Albinus que « maintenant Pierre était à Rome », on ne peut s’empêcher de voir derrière Agrippa et Albinus le roi Agrippa II et Lucceius Albinus, le procurateur de Judée de 62 à 64. La fonction du premier était en effet Préfet et vu les postes dont il a bénéficié il est tout à fait vraisemblable qu'Albinus ait pu se parer du titre d'« ami de César ». Il a donc été émis l'hypothèse que l'Albinus des Actes de Pierre ait pu être Lucceius Albinus et que l'arrestation de Pierre, suivi de son évasion, qui est placé avant la mort d'Agrippa Ier dans les Actes des Apôtres aurait pu en fait avoir lieu sous Albinus et Agrippa II. 
Les incohérences chronologiques qui découlent du discours de Gamaliel l'Ancien, font penser aux historiens que cet épisode n'a pas été placé au bon endroit du récit des Actes des apôtres et se situe en tout cas après la mort d'Agrippa Ier, après la mort de Theudas, (44-46) et même après le concile de Jérusalem. Le récit des Actes des Apôtres est en effet composé de deux grands ensembles qui se suivent, la « Geste de Pierre » (§ 1 à 12) puis la « Geste de Paul » (§ 13 à 28). Après cette arrestation et son évasion avec l'aide d'un « ange », Pierre disparaît du récit en Ac 12, 18, pour n'être plus mentionné qu'une fois, au moment de la réunion de Jérusalem au chapitre 15. Après son arrestation suivie de son évasion, il est parti « dans un autre endroit. » Le retrouver pour une réunion à Jérusalem où il risque une nouvelle arrestation est étonnant. Pour résoudre cette contradiction, plusieurs solutions ont été proposées par les critiques sans emporter la décision.